# 2022 en jeu vidéo

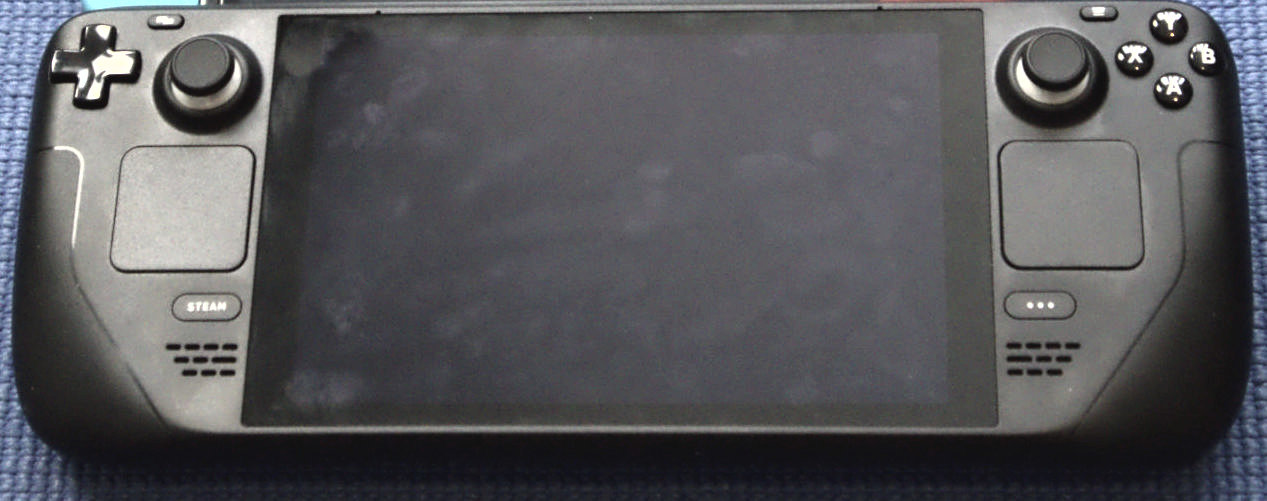
Le Steam Deck de Valve est sorti le 25 février 2022

Cet article présente les faits marquants de l'année 2022 concernant le jeu vidéo.

## Événements
- 10 janvier : Take-Two rachète Zynga pour 12,7 milliards de dollars[1].
- 18 janvier : Microsoft a annoncé son intention de racheter Activision Blizzard pour un montant record de 68,7 milliards de dollars, soit environ 60 milliards d'euros. Le rachat est conclu le 13 octobre 2023.
- 31 janvier : Annonce du rachat de Bungie par Sony pour 3,6 milliards de dollars.

## Jeux notables
Les jeux suivants sont sortis en 2022 :

### Janvier
- 20 janvier :
  - Tom Clancy's Rainbow Six: Extraction (Windows, PlayStation 4, PlayStation 5, Xbox One, Xbox Series)
- 28 janvier :
  - Légendes Pokémon : Arceus (Nintendo Switch)

### Février
- 4 février :
  - Dying Light 2 Stay Human (Windows, PlayStation 4, PlayStation 5, Xbox One, Xbox Series)
- 8 février :
  - Sifu (Windows, PlayStation 4, PlayStation 5)
- 11 février :
  - Lost Ark (Windows)
- 18 février :
  - Horizon II: Forbidden West (PlayStation 4, PlayStation 5)
- 25 février :
  - Elden Ring (Windows, PlayStation 4, PlayStation 5, Xbox One, Xbox Series)

### Mars
- 4 mars :
  - Gran Turismo 7 (PlayStation 4, PlayStation 5)
- 11 mars :
  - WWE 2K22 (PlayStation 4, PlayStation 5, Xbox One, Xbox Series)
- 15 mars :
  - Grand Theft Auto V (PlayStation 5, Xbox Series)
- 16 mars :
  - Tunic (Windows, MacOS, PlayStation 4, PlayStation 5, Xbox One, Xbox Series, Nintendo Switch)
- 18 mars:
  - Mario Kart 8 Deluxe - Pass circuits additionnels - Vague 1 (Nintendo Switch)
- 25 mars :
  - Ghostwire: Tokyo (Windows, PlayStation 5)
  - Kirby et le monde oublié (Nintendo Switch)
  - Tiny Tina's Wonderlands (Windows, PlayStation 4, PlayStation 5, Xbox One, Xbox Series)

### Avril
- 29 avril :
  - Nintendo Switch Sports (Nintendo Switch)

### Mai
- 19 mai :
  - Vampire: The Masquerade – Swansong (Windows, PlayStation 4, PlayStation 5, Nintendo Switch, Xbox One, Xbox Series)

### Juin
- 2 juin :
  - Diablo Immortal (Windows, iOS, Android)
- 10 juin :
  - Mario Strikers: Battle League Football (Nintendo Switch)
  - The Quarry (Windows, PlayStation 4, PlayStation 5, Xbox One, Xbox Series)
- 23 juin :
  - Sonic Origins (Windows, PlayStation 4, PlayStation 5, Xbox One, Xbox Series, Nintendo Switch)
- 24 juin :
  - Fire Emblem Warriors: Three Hopes (Nintendo Switch)

### Juillet
- 19 juillet :
  - Stray (Windows, PlayStation 4, PlayStation 5)
- 22 juillet :
  - Live A Live (Nintendo Switch)
- 28 juillet :
  - Digimon Survive (Windows, PlayStation 4, Xbox One, Nintendo Switch)
- 29 juillet :
  - Xenoblade Chronicles 3 (Nintendo Switch)

### Août
- 9 août :
  - MultiVersus (Windows, PlayStation 4, PlayStation 5, Xbox One, Xbox Series)
- 12 août :
  - Marvel's Spider-Man (Microsoft Windows)
- 16 août :
  - Way of the Hunter (Windows, PlayStation 5, Xbox Series)
- 23 août :
  - Saints Row (Windows, PlayStation 4, PlayStation 5, Xbox One, Xbox Series)

### Septembre
- 6 septembre :
  - Train Sim World 3 (Windows)

- 9 septembre :
  - Splatoon 3 (Nintendo Switch)

### Octobre
- 14 octobre :
  - Scorn (Windows, Xbox Series)
- 18 octobre :
  - A Plague Tale: Requiem (Windows, PlayStation 5, Xbox Series, Nintendo Switch)
- 20 octobre :
  - Mario + The Lapins Crétins: Sparks of Hope (Nintendo Switch)
- 21 octobre :
  - Gotham Knights (Windows, PlayStation 5, Xbox Series)
  - New Tales from the Borderlands (Windows, PlayStation 4, PlayStation 5, Nintendo Switch, Xbox One, Xbox Series)
- 28 octobre:
  - Bayonetta 3 (Nintendo Switch)
  - Call of Duty: Modern Warfare II (Windows, PlayStation 4, PlayStation 5, Xbox One, Xbox Series)

### Novembre
- 8 novembre :
  - Sonic Frontiers (Windows, PlayStation 4, PlayStation 5, Nintendo Switch, Xbox One, Xbox Series)

- 9 novembre :
  - God of War: Ragnarök (PlayStation 4, PlayStation 5)

- 18 novembre :
  - Pokémon Écarlate et Violet (Nintendo Switch)

- 30 novembre :
  - Warhammer 40,000: Darktide (Windows, Xbox Series)

### Décembre
- 2 décembre :
  - The Callisto Protocol (Windows, PlayStation 4, PlayStation 5, Xbox One, Xbox Series)